# Szuhafő
Szuhafő (régi nevén Felsőszuha) község Borsod-Abaúj-Zemplén vármegye északnyugati szélén, a Putnoki járásban.

## Fekvése
A vármegye északnyugati részén, a Szuha-patak völgyében, annak forrása közelében fekszik, Aggtelektől 10, Kazincbarcikától 26, Ózdtól 30 kilométerre, a szlovák határtól pedig mindössze 2,5 kilométerre (közigazgatási határa mintegy 9 kilométeren át egybeesik az államhatárral). 
A környező települések a határ magyar oldalán: északkelet felől Aggtelek és Trizs, délkelet felől Zádorfalva (5 km), délnyugat felől pedig Gömörszőlős; a határ túloldalán a legközelebbi település Hubó (Hubovo) és Tornalja (Tornaľa). A legközelebbi városok: Putnok 19 és Kazincbarcika 26 kilométerre.

### Megközelítése
Zsáktelepülés, közúton csak a 26 102-es számú mellékúton érhető el, Zádorfalváról, a 2601-es út felől.

## Története
Szuhafő környékét a 13. században a Miskolc nemzetség birtokolta. A középkorban feltehetően már volt kápolnája, erről azonban írásos dokumentum nem áll rendelkezésre. A reformáció korán elterjedt, a községben 1540-ben már református gyülekezet alakult. A 18. században már volt egy fatemploma, de ez 1780-ban a faluval együtt leégett. Ma is álló temploma 1782-ben épült, tornya pedig 1861-ben. A Szent Erzsébet tiszteletére szentelt kápolnát 1973–1974-ben építették. A település 1923-ig Gömör és Kishont vármegye, 1923 és 1938 között Borsod, Gömör és Kishont vármegye, 1938 és 1945 között ismét Gömör és Kishont vármegye, majd 1945-1949 között Borsód-Gömör vármegye része volt.
A településtől keletre állt Latránfala település, melynek helye már nagyon hosszú ideje puszta.

## Közélete

### Polgármesterei
- 1990–1994: Süttő Lajos (független)[3]
- 1994–1998: Süttő Lajos (független)[4]
- 1998–2002: Süttő Lajos (független)[5]
- 2002–2006: Süttő Lajos (független)[6]
- 2006–2010: Szalóczy Gyuláné (független)[7]
- 2010–2014: Szalóczy Gyuláné (független)[8]
- 2014–2019: Szalóczy Gyuláné (független)[9]
- 2019–2024: Szalóczy Gyuláné (független)[10]
- 2024– : Farkas Zoltán (független)[1]

## Népesség
A település népességének változása:
| Lakosok száma | 165  | 164  | 158  | 114  | 112  | 100  | 95   |
|               | 2013 | 2014 | 2015 | 2021 | 2022 | 2023 | 2024 |

2001-ben a település lakosságának 96%-a magyar, 4%-a cigány nemzetiségűnek vallotta magát.
A 2011-es népszámlálás során a lakosok 96%-a magyarnak, 4,6% cigánynak mondta magát (4% nem nyilatkozott; a kettős identitások miatt a végösszeg nagyobb lehet 100%-nál). A vallási megoszlás a következő volt: római katolikus 25,8%, református 45%, görögkatolikus 2%, felekezeten kívüli 7,3% (19,9% nem válaszolt).
2022-ben a lakosság 91,1%-a vallotta magát magyarnak, 0,9% németnek, 2,7% egyéb, nem hazai nemzetiségűnek (8,9% nem nyilatkozott; a kettős identitások miatt a végösszeg nagyobb lehet 100%-nál). Vallásuk szerint 21,4% volt római katolikus, 41,1% református, 1,8% görög katolikus, 1,8% egyéb katolikus, 2,7% felekezeten kívüli (31,3% nem válaszolt).

## Neves személyek
- Itt született 1822-ben Bartók János gortvakisfaludi református lelkész.

## Nevezetességei
- Református templom
- Szent Erzsébet-kápolna
- Újhegyi Kilátó
- Centu-tetői kilátó

## Külső hivatkozások
- gyaloglo.hu